# Blauburger
A Blauburger egy kékszőlőfajta, amelyet kisebb területen termesztenek Ausztriában és Magyarországon. Nem szabad összekeverni a Blauburgunder vagy kékburgundi fajtával, amely az osztrák, illetve magyar szinonimája a Pinot noir-nak.

## Történelem
A Blauburger a kékoportó és kékfrankos keresztezése. A keresztezést Dr. Fritz Zweigelt hozta létre 1923-ban a Klosterneuburgban a Höhere Bundeslehranstalt und Bundesamt für Wein- und Obstbau (HBLAuBA) intézetben.

## Területe és borai
1999-ben 880ha Blauburgert tartottak nyilván Ausztriában. Az egri bikavér engedélyezett alkotóeleme. Intenzív színű, bogyós gyümölcsökre emlékeztető aromával rendelkező bort ad, visszafogott illattal és csersavtartalommal. A legtöbb esetben házasításokban használják fel, mint festőbort. Jellegében inkább a kék oportóra mint a kékfrankosra hasonlít. A kék oportónál testesebb, karakteresebb bort ad.

## Szőlő és termesztése
A Blauburger jó hozamokat ad, ellenáll a szürke rothadásnak, de érzékeny a lisztharmatra. Erős növekedésű, ritka vesszőzetű. 
Zöld munkája átlagos, hónalj hajtásokon sok másod termést hoz. 
Levele nagy, sötétzöld, vastag, bőrszerű szövetű, sima felületű, alig tagolt. Levélszéle csipkés. Levéllemeze összehajló. Fonáka serteszőrös, erei zöldek.
Fürtje közepes méretű (120 g), tömött, kúp alakú, némelykor mellékfürttel.
Bogyói kicsik, gömbölyűek, kékes-feketék, feltűnően hamvasak, vékony és rágós héjúak, lédúsak.
Jó évjáratokban szeptember első heteiben szüretelhető 20-as mustfokkal és 6-7-es savtartalommal.